# Nōgata (Fukuoka)
Nōgata (直方市 Nōgata-shi?) es una ciudad localizada en Fukuoka, Japón.
A partir de 2003, la ciudad tiene una población de 58.135 y una densidad de 941,00 personas por km². La superficie total es de 61,78 km².
La ciudad fue fundada el 1 de enero de 1931.